# La Criolla (Entre Ríos)
Pour les articles homonymes, voir La Criolla.
La Criolla est une localité rurale argentine située dans le département de Concordia et dans la province d'Entre Ríos.

## Histoire
La Criolla tient son nom en l'honneur de Flora del Carmen de Urquiza qui était surnommée La Criolla par les immigrants. Flora était la fille de Dolores Costa et du général Justo José de Urquiza. Elle passe son enfance dans la résidence de San José jusqu'en 1868, date à laquelle, à l'âge de 9 ans, elle est envoyée par son père étudier dans une école de la province de Buenos Aires.
En 1870, son père a été assassiné dans sa résidence, et sa mère a déménagé à Buenos Aires quelque temps plus tard. Après la mort de sa mère, Flora a hérité de deux parcelles de terre de 30 000 hectares chacune. Ces champs sont devenus connus sous le nom de Pampa Soler, située à l'endroit où se trouve aujourd'hui le barrage hydroélectrique de Salto Grande, et l'autre parcelle, appelée Bella Vista, située dans l'actuelle ville de La Criolla. À l'âge de 22 ans, Flora épouse Gregorio José Soler, fils d'un éleveur. Tous deux ont décidé que ces terres, qui étaient initialement destinées à l'élevage de bétail, seraient utilisées pour la culture de diverses plantes, telles que les olives, la vigne et les agrumes, entre autres. Pour la culture des agrumes, le couple a fait venir des plants d'orange d'Espagne et des plants de mandarine d'Italie. Cette nouvelle entreprise nécessitait beaucoup de main-d'œuvre, et c'est pour cette raison que les portes ont été ouvertes aux premiers immigrants, qui ont d'abord peuplé la région.
Le développement de La Criolla a été stimulé au XXe siècle par la gare ferroviaire appelée gare de La Criolla, construite dans les années 1930. La gare appartenait à la branche Concordia-Federal de la ligne orientale de l'Administration générale des chemins de fer d'État, étant incorporée au chemin de fer General Urquiza depuis 1947. Lors de la construction du barrage de Salto Grande, son réservoir a submergé une partie de la branche Federico Lacroze-Posadas, si bien qu'elle a été déplacée vers l'ouest pour coïncider avec la branche Federal-Concordia entre cette dernière ville et La Criolla. A partir d'un point situé à 1,2 km au nord-ouest de la station de La Criolla, les deux branches se sont séparées. La branche vers Federal a été abandonnée dans les années 1990 et la station a été fermée, mais l'autre branche a continué à fonctionner.
La municipalité de 2e catégorie a été créée le 22 juillet 1987 par le décret no 3938/1987 MGJE du gouverneur d'Entre Ríos, en remplacement du conseil de gouvernement existant. Par le décret no 3938/1987 MGJE du même jour, Jorge Manuel Silva a été nommé commissaire municipal, pour servir jusqu'aux élections organisées quelques mois plus tard pour élire les 7 conseillers titulaires et les 7 suppléants du conseil de développement.
La population du village, c'est-à-dire hors zone rurale, était de 932 habitants en 1991 et de 1 307 en 2001,,.
Par la loi provinciale no 9646 promulguée le 15 septembre 2005, La Criolla a été déclarée Capitale provinciale de la culture et de l'exploitation de la myrtille, à partir de la tenue de la fête provinciale en décembre de chaque année. La déclaration de La Criolla comme Capitale nationale de la myrtille a été approuvée par la Chambre des députés le 3 décembre 2008, mais la loi n'a pas encore été adoptée,.

## Climat
La température moyenne de la ville en été se situe entre 22 et 26 °C, tandis que la température moyenne en hiver est de 12 à 15 °C. L'humidité moyenne est de 73 % et les précipitations annuelles moyennes sont de 1 300 mm. Selon la classification de Köppen, le climat de la région est classé comme tempéré/mésothermique (Cf), plus précisément subtropical sans saison sèche (cfa) car la température moyenne du mois le plus froid (12,2 °C) est inférieure à 18 °C et supérieure à -3 °C, et celle du mois le plus chaud (26,3 °C) est supérieure à 10 °C. Il n'y a pas de période sèche. Les précipitations sont constantes tout au long de l'année et la température moyenne du mois le plus chaud (26,3 °C) dépasse les 22 °C. Le régime pluvial est isohygromique en ce sens que les précipitations sont réparties tout au long de l'année sans saison sèche. Les précipitations annuelles sont en moyenne de 1 300 millimètres.